# Risto Ryti
Risto Heikki Ryti (n. 3 februarie 1889, Huittinen, Marele Principat al Finlandei, Imperiul Rus – d. 25 octombrie 1956, Helsingfors, Finlanda) a fost președintele Finlandei (1940 -1944). De asemenea a ocupat poziția de prim-ministru (1939–1940). Perioada lui de președinție a fost marcată de Războiul în continuare cu URSS.